# Устьинский сельсовет (Пензенская область)
Устьинский сельсовет — муниципальное образование со статусом сельского поселения в Спасском районе Пензенской области Российской Федерации.
Административный центр — село Устье.

## История
Статус и границы сельского поселения установлены Законом Пензенской области от 2 ноября 2004 года № 690-ЗПО «О границах муниципальных образований Пензенской области».

## Население
| 2002 | 2010 | 2012 | 2013 | 2014 | 2015 | 2016 |
| ---- | ---- | ---- | ---- | ---- | ---- | ---- |
| 478  | ↘438 | ↘418 | ↘405 | ↘393 | ↘387 | ↘380 |
| 2017 | 2018 | 2021 |      |      |      |      |
| ↘357 | ↘345 | ↘300 |      |      |      |      |

## Состав сельского поселения
| № | Населённый пункт | Тип населённого пункта       | Население |
| - | ---------------- | ---------------------------- | --------- |
| 1 | Устье            | село, административный центр | ↘300      |